# 6 Brygada Jazdy
6 Brygada Jazdy (6 BJ) – wielka jednostka jazdy Wojska Polskiego II RP.

## Formowanie i walki
Jeszcze  w 1919 podjęto decyzję o utworzeniu 6 Brygady Jazdy pod dowództwem płk. Konstantego Plisowskiego w składzie 1., 9. i 14 pułk ułanów. Do końca roku nie sformowano jej w zamierzonym kształcie.
W związku z zagrożeniem, jakie stanowiła konnica Budionnego, 2 lipca 1920 utworzono dwudywizyjną Grupę Operacyjną Jazdy gen. Jana Sawickiego. Tworzyły ją między innymi 1 Dywizja Jazdy płk. Rómmla w składzie 4. i 6 Brygada Jazdy.
Sformowana po reorganizacji jazdy pod Zamościem w połowie lipca 1920 roku w składzie: 1, 9, 14 p.uł., 2 dak (1 i 2 baterie) oraz 2 baterii 6 dak. 
Podporządkowana została dowódcy 1 Dywizji Jazdy. W październiku 1920 roku już w składzie 1, 12, 14 p.uł. znajdowała się w rejonie Łucka.
W maju 1921 roku, na bazie wojennej 6 Brygady Jazdy, w DOK III sformowana została VIII Brygada Jazdy z miejscem postoju dowództwa w Białymstoku.

### Mapy walk brygady

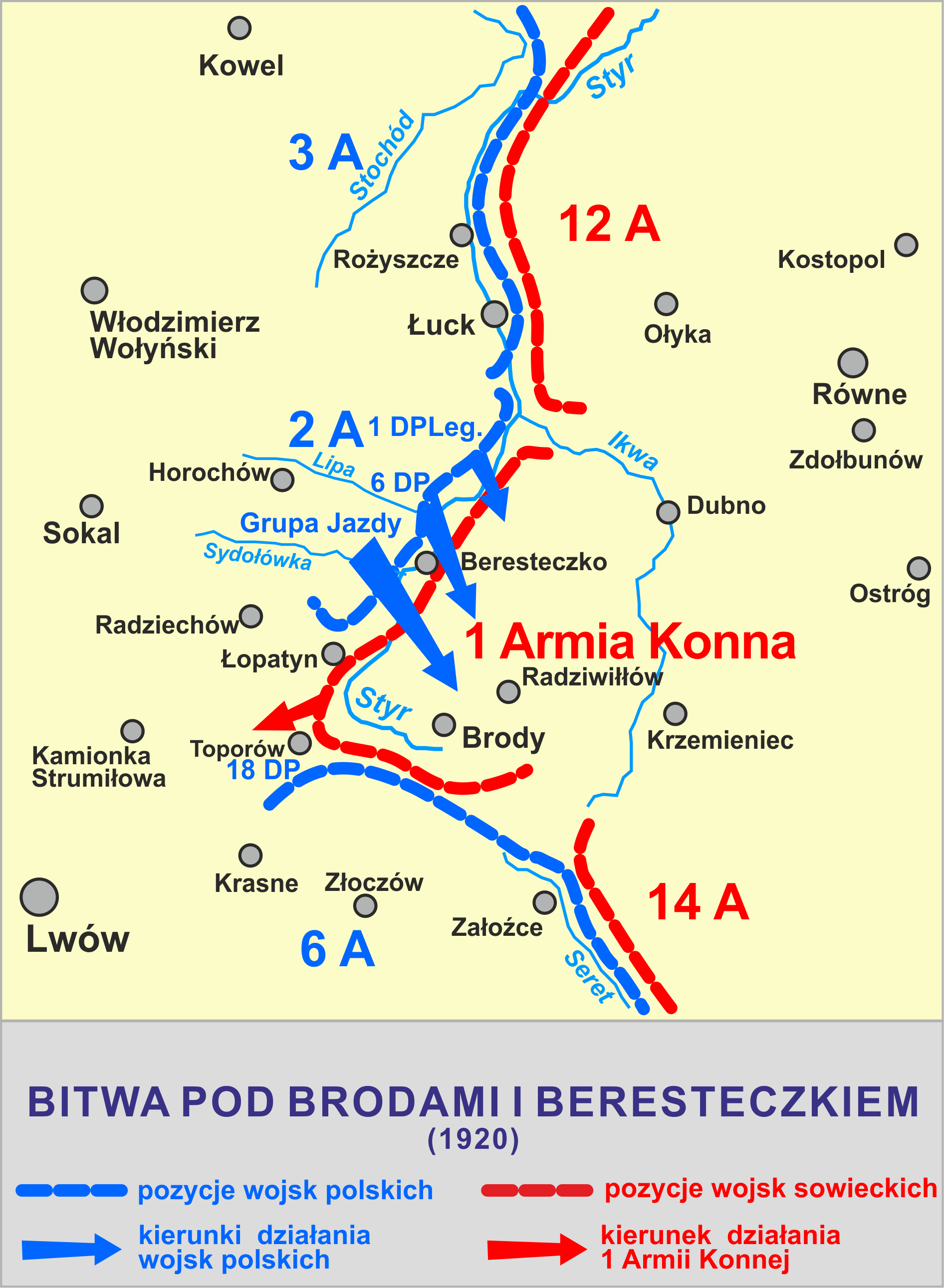
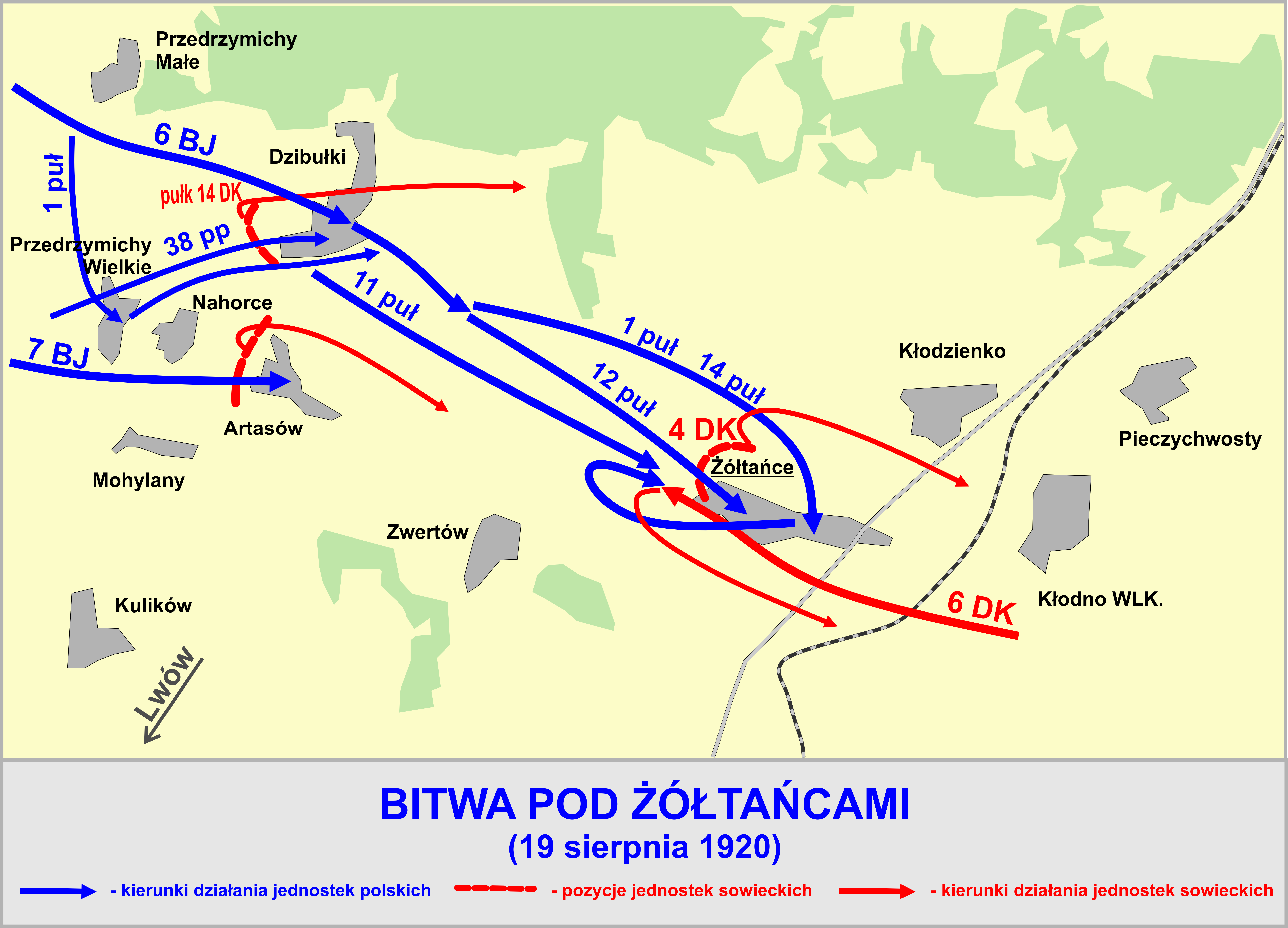
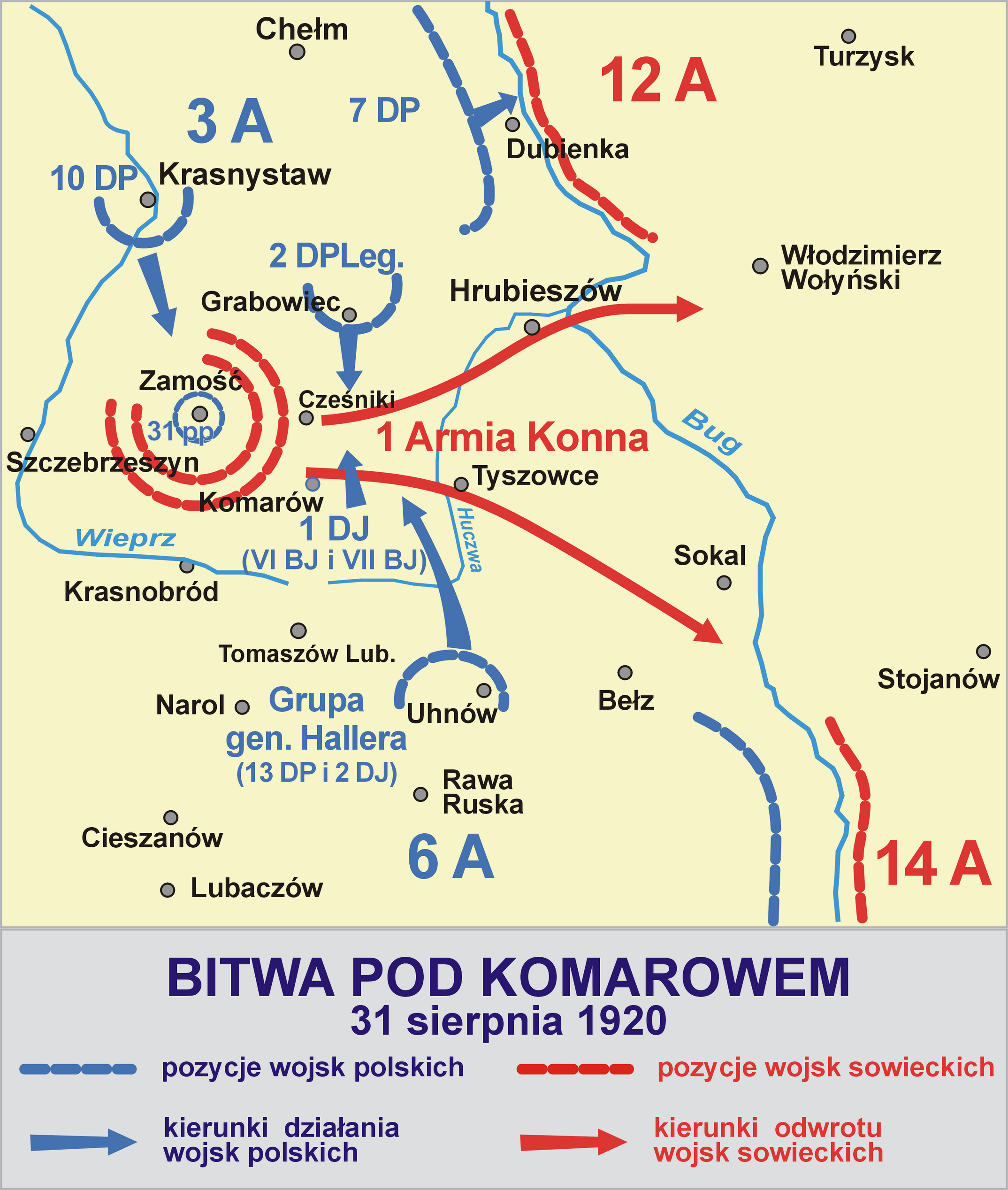
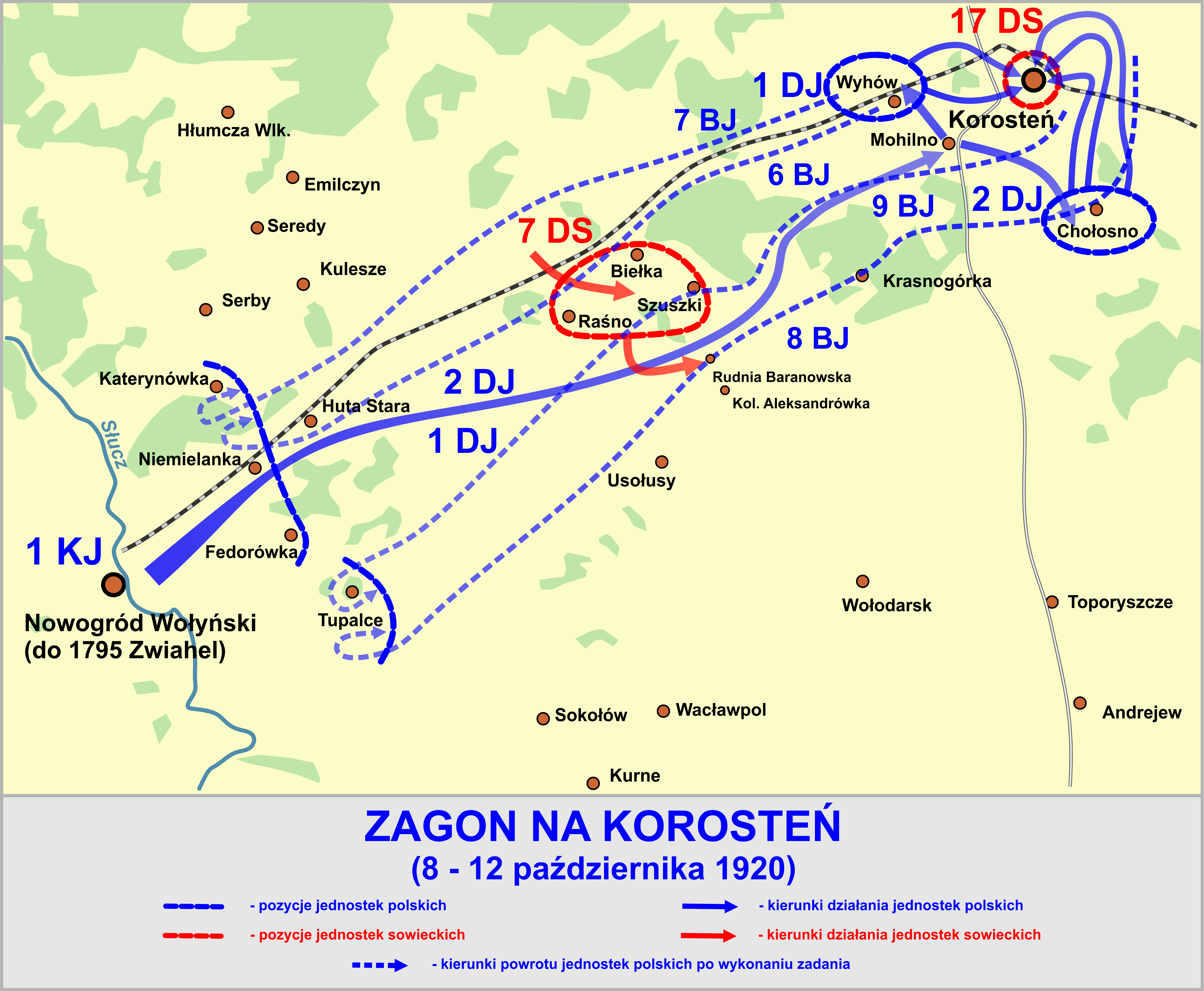

## Struktura organizacyjna
| Data     | 11 lipca 1920  | w sierpniu 1920 | w październiku 1920 |
| -------- | -------------- | --------------- | ------------------- |
| Oddziały | 1 pułk ułanów  | 1 pułk ułanów   | 1 pułk ułanów       |
| Oddziały | 9 pułk ułanów  | 9 pułk ułanów   | 12 pułk ułanów      |
| Oddziały | 14 pułk ułanów |                 |                     |

## Żołnierze brygady
Dowódcy brygady:
- płk Konstanty Plisowski (1919-) (wyznaczony)

| Obsada personalna dowództwa brygady (po reorganizacji) | Obsada personalna dowództwa brygady (po reorganizacji) |
| Stanowisko                                             | Stopień, imię i nazwisko                               |
| ------------------------------------------------------ | ------------------------------------------------------ |
| Dowódca brygady                                        | płk Konstanty Plisowski                                |
| Adiutant                                               | pchor. Bolesław Bączkowski (od 1 IX)                   |
| Szef sztabu                                            | por, [Janusz?] Iliński                                 |
| Szef sztabu                                            | rtm. ad. szt. Wiktor Czerniewicz (od 1 IX)             |
| Zastępca szefa sztabu                                  | por. Rafał Protassowicki                               |
| Szef weterynarii                                       | rtm. lek. wet. Stanisław Grudzień                      |
| Szef weterynarii                                       | mjr lek. wet. Tytus Badowski                           |